# 藻璧門院但馬
藻璧門院但馬（そうへきもんいんのたじま、生没年不詳）は、鎌倉時代初期の女流歌人。父は『新古今和歌集』時代の和歌所開闔（かいこう）でもある勅撰歌人の源家長、母はやはり勅撰歌人の後鳥羽院下野。
なお、二字目の「ヘキ」は「完璧」の「璧」（下のつくりが「玉」）が正しい字だが、「岸壁」の「壁」（下のつくりが「土」）を用いた「藻壁門院但馬」とした文献も古より非常に多く見られるため注意を要する。

## 来歴
後堀河天皇の中宮で国母となった九条竴子（後の藻璧門院）に出仕。但馬守だった父・家長にちなんで但馬と呼ばれる。母と共に九条家歌壇で活躍。後嵯峨院歌壇でも百首歌作者に選ばれた。『新勅撰和歌集』以降の勅撰集や歌合などに作品を残している。

## 作品

### 勅撰集
| 歌集名         | 作者名表記   | 歌数 | 歌集名         | 作者名表記   | 歌数 | 歌集名         | 作者名表記   | 歌数 |
| -------------- | ------------ | ---- | -------------- | ------------ | ---- | -------------- | ------------ | ---- |
| 千載和歌集     |              |      | 新古今和歌集   |              |      | 新勅撰和歌集   | 中宮但馬     | 4    |
| 続後撰和歌集   | 藻璧門院但馬 | 3    | 続古今和歌集   |              |      | 続拾遺和歌集   | 藻璧門院但馬 | 2    |
| 新後撰和歌集   |              |      | 玉葉和歌集     |              |      | 続千載和歌集   | 藻璧門院但馬 | 1    |
| 続後拾遺和歌集 | 藻璧門院但馬 | 1    | 風雅和歌集     | 藻璧門院但馬 | 2    | 新千載和歌集   | 藻璧門院但馬 | 1    |
| 新拾遺和歌集   | 藻璧門院但馬 | 2    | 新後拾遺和歌集 |              |      | 新続古今和歌集 | 藻璧門院但馬 | 1    |

### 定数歌・歌合
| 名称                       | 時期                     | 作者名表記   | 備考                   |
| -------------------------- | ------------------------ | ------------ | ---------------------- |
| 石清水若宮歌合             | 1232年（寛喜4年）3月25日 | 女房但馬     | 藤原隆祐と組合い負1持2 |
| 洞院摂政家百首             | 1232年（貞永元年）       | 但馬         |                        |
| 光明峰寺入道摂政家十首歌合 | 1232年（貞永元年）7月    | 中宮但馬     | 藤原頼氏と組合い勝7負3 |
| 入道前摂政恋十首歌合       | 1232年（貞永元年）       |              |                        |
| 宝治百首                   | 1248年（宝治2年）        | 藻璧門院但馬 |                        |

これらの他に、葉室光俊主催の定数歌にも参加している。

### 私家集
伝存しない。